# Modchip

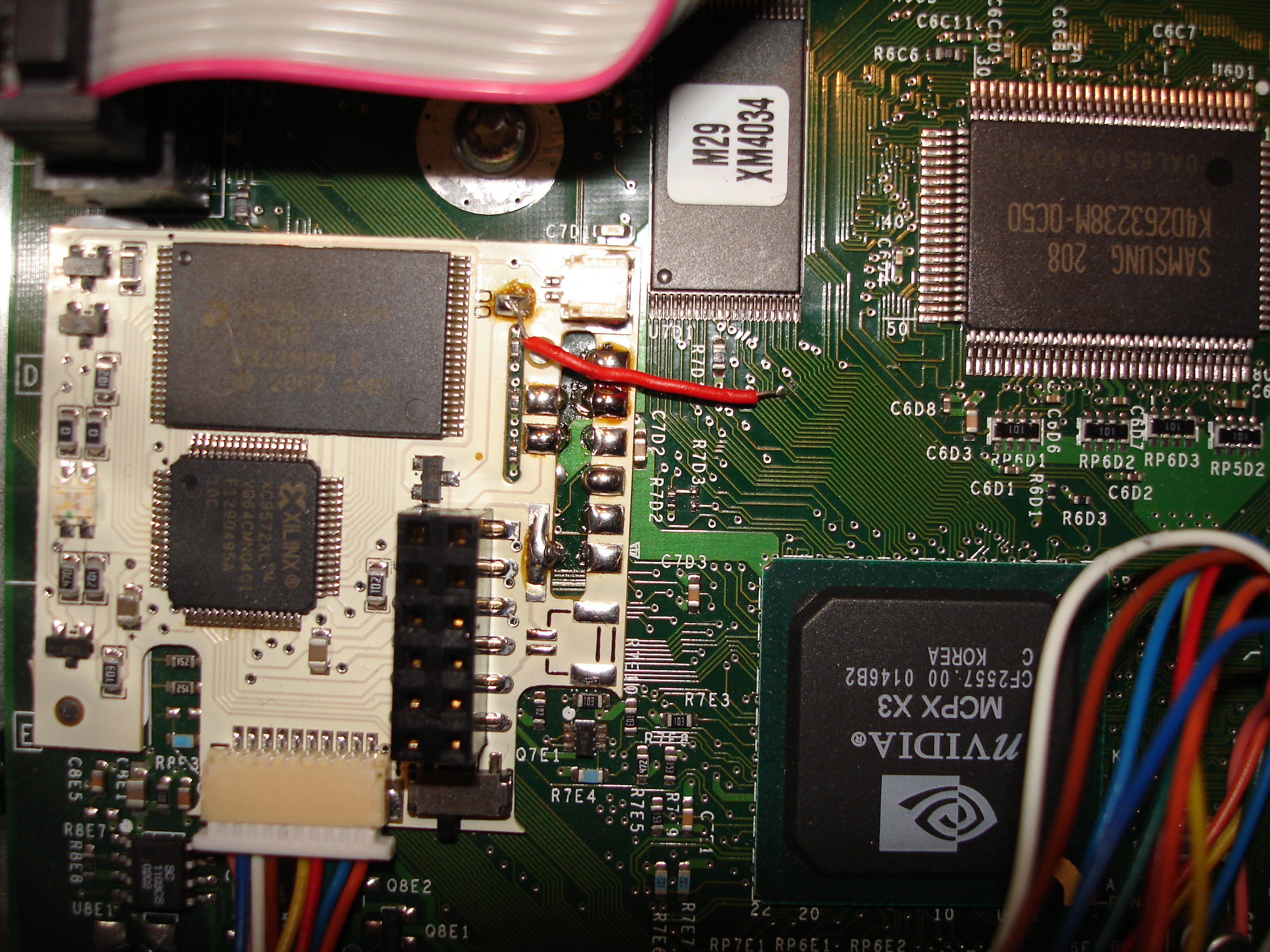
Modchip připevněný na plošný spoj Xboxu

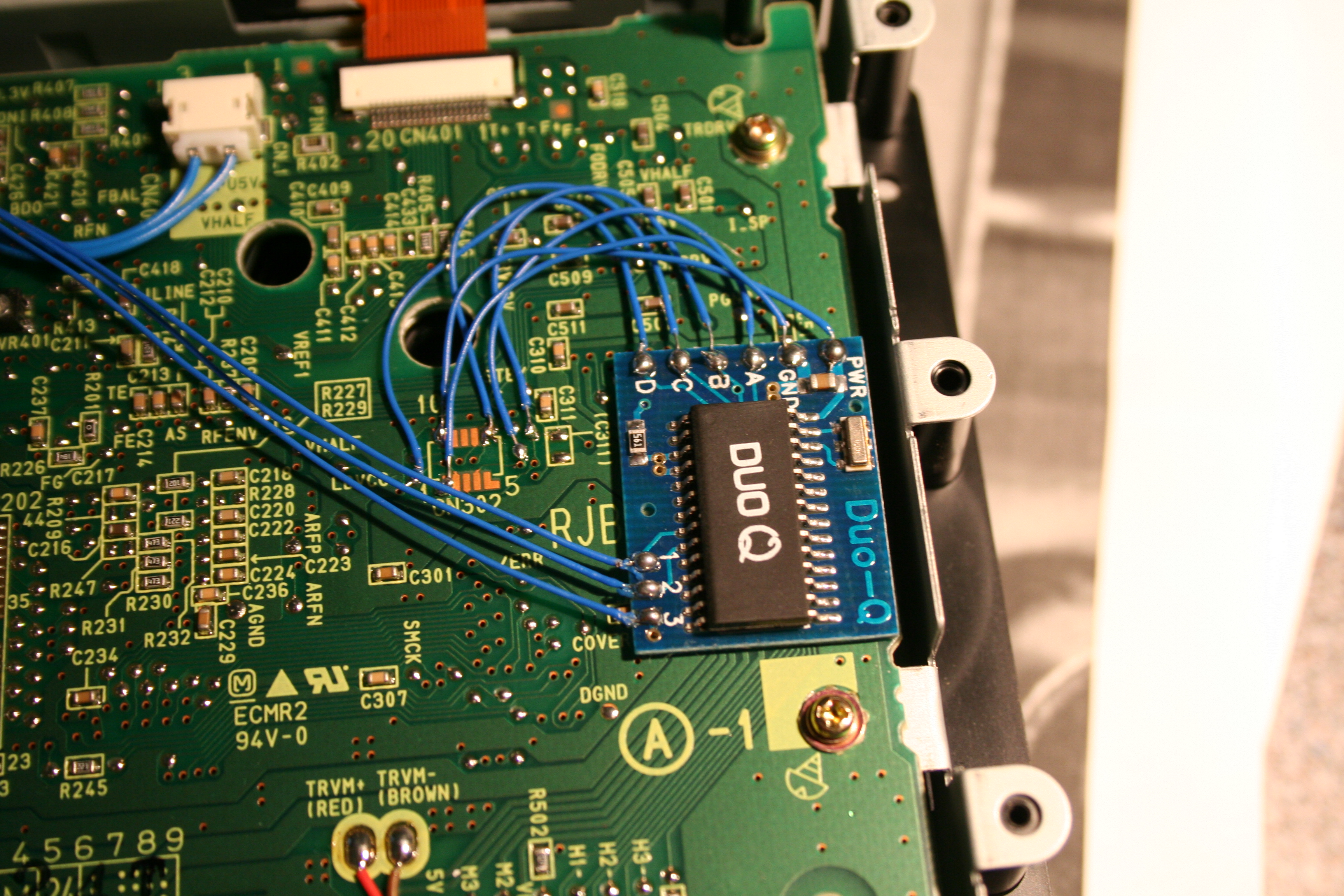
Modchip v konzoli GameCube

Modchip (zkráceno z anglického modification chip, někdy se v češtině píše také modčip) je elektronická součástka, který se montuje do herní konzole, aby změnil nebo vyřadil různé funkce konzole, například digital rights management, ochranu před nelegálním kopírováním, kontrolu regionu a spouštění nelicencovaného softwaru (homebrew).
Modchipy se převážně používají v konzolích přehrávajících CD nebo DVD, protože média jsou snadno dostupná (na rozdíl od konzolí, které používají jako paměťové médium cartridge). Modchipy se také používají do některých DVD přehrávačů, aby vyřadily ochranu proti přehrávání disků z jiného regionu.

## Konstrukce
Modchip integrovaný obvod (mikročip, FPGA, CPLD) obvykle doplněný o další diskrétní součástky a umístěný na plošném spoji v takové velikosti a tvaru, aby jej šlo namontovat do konzole. Existují některé modchipy, které je možné znovu naprogramovat pro různé účely, ale většina modchipů je navržena tak, že fungují pouze s jediným druhém konzole nebo dokonce s jedinou její verzí.
Instalace modchipu typicky vyžaduje jistou dávku technické zručnosti, protože se musí funkčně připojit do obvodu konzole, většinou připájením drátových vývodů na určité nožičky čipů nebo cestičky plošného spoje. Některé modchipy se mohou instalovat jen přesným uložením do konzole bez pájení a ve výjimečných případech jen zapojením do konektoru konzole bez jejího rozmontování.
Paměťové karty nebo cartridge někdy nabízejí podobnou funkcionalitu jako modchip, ale pracují na jiném principu. Využívají různých chyb zařízení, které se snaží přistupovat na paměťové médium. Tento druh se z technického hlediska nenazývá modchip, ale často se pod tímto populárním názvem prodává.

## Historie
Konzole na cartridge neměly modchipy, většinou ochranu proti kopírování obsahovaly v čtečce paměťových zařízení. Na překonání takové ochrany se používaly různé propojky, později začaly být dostupné cartridge s flash pamětí, na kterou se hry daly nakopírovat. V rané fázi přechodu na optické disky neměly konzole zabudovanou ochranu proti pirátským kopiím, protože se nepředpokládalo, že by někdo média kopíroval, neboť cena kopírování disků byla tehdy neúměrně vysoká.
Modchipy se objevily až s konzolí PlayStation, pro její vysokou popularitu a pro dostupnost vypalovaček disků. V té době byl jediným úkolem modchipu zabránit ochraně proti kopírování nebo importovaným hrám.
V dnešní době jsou modchipy dostupné pro mnoho herních systémů, často v mnoha variantách od mnoha výrobců. Stále se zaměřují na možnost přehrávání importovaných nebo kopírovaných her, ale moderní modchipy mohou zahrnovat i další pokročilé funkce, jako je spouštění nelicencovaného softwaru (homebrew), rozšiřování hardwarových možností konzole, nebo dokonce nainstalovat alternativní operační systém, čímž se zcela změní použití konzole.